# Élie Guadet
Marguerite-Élie Guadet (Saint-Émilion, 20 de julho de 1758 – Paris, 19 de junho de 1794) foi um advogado e político francês notório durante a Revolução Francesa.

## Biografia
Nascido na região da Gironda, Guadet já havia conquistado uma reputação como advogado em Bordéus na época da Revolução. Em 1791, foi eleito para a Assembleia Legislativa como um dos deputados do grupo conhecido posteriormente como Girondino (ou Brissotino).
Como um apoiador da Constituição de 1791, ele se juntou ao Clube Jacobino e tornou-se um defensor eloquente de todas as medidas direcionadas contra os traidores - reais ou supostos - da Constituição, se opondo fortemente aos ministros do rei Luís XVI e aos padres não juramentados à Revolução. No entanto, ele continuou sendo um monarquista e, com Pierre Vergniaud e outros girondinos, chegou a enviar uma carta ao rei solicitando uma entrevista privada, buscando a aproximação do monarca com os valores revolucionários. Quaisquer negociações que pudessem ter resultado, no entanto, foram interrompidas pela Jornada de 10 de agosto de 1792, que colocou fim à monarquia. Em setembro, Guadet foi eleito por uma grande maioria como deputado à Convenção Nacional.
No julgamento de Luís XVI, ele votou pela pena de morte, mas com uma trégua de apelação. Em março de 1793, ele teve várias reuniões com Georges Danton, que estava ansioso para promover uma reaproximação entre os girondinos e a Montanha durante a Guerra da Vendeia. Porém, Guadet se recusou incondicionalmente a se juntar ao homem que ele considerava responsável pelos Massacres de Setembro.
Guadet foi derrubado durante a queda dos girondinos e sua prisão foi decretada em 2 de junho de 1793, sendo guilhotinado em seguida.